# Chiesa di San Vittore e Sant'Agata
La chiesa di San Vittore e Sant'Agata è la parrocchiale a Sabbioncello San Vittore, frazione di Copparo, in provincia di Ferrara. Risale al XII secolo.

## Storia
La documentazione storica che si riferisce per la prima volta alla chiesa di San Vittore nel piccolo centro di Sabbioncello è del 1119.
In tale circostanza viene descritta una riunione, tenutasi in quella sede, che aveva come tema l'appartenenza della chiesa e del territorio ad essa legato alla mensa vescovile dell'arcidiocesi di Ravenna.
La chiesa in seguito venne riedificata, attorno al XVIII secolo, e da allora presenta una facciata semplice, a capanna, suddivisa su due ordini ai quali si sovrappone un timpano.
Dopo il 1990 l'edificio fu oggetto di alcuni interventi come il rifacimento della copertura del tetto e le tinteggiature interne.